# Герцословакия

Агата Кристи

Герцословакия (англ. Herzoslovakia) — небольшое вымышленное восточноевропейское государство, фигурирующее в ряде произведений английской писательницы Агаты Кристи. Впервые появляется в романе-триллере «Тайна замка Чимниз» (1925), где главный герой Энтони Кейд, про которого в финале становится известно, что он наследный принц этой страны Николас Оболович, описывал её следующим образом: «Это одно из балканских государств. Главные реки — неизвестны. Главные горные вершины — тоже, хотя и очень многочисленны. Столица — Экарест. Население — в основном бандиты. Любимое развлечение — убивать королей и учинять революции. Последний король — Николас Четвёртый. Убит лет семь назад. С тех пор там республика. В общем, приятное местечко». Страна также фигурирует в рассказе «Стимфалийские птицы» из сборника «Подвиги Геракла» (1947), посвящённого расследованиям Эркюля Пуаро. Упоминается в других романах с Пуаро «Раз, два, пряжка держится едва…» (1940) и «Третья девушка» (1966), а также пьесе «Паутина» (1954).  
Герцословакия находится в захолустной части Европы, где-то на Балканском полуострове. В литературе отмечается, что прообразом страны стали в основном Чехословакия, Босния и Герцеговина, Румыния, причём «королева детектива» допустила географическое смешение Герцеговины и Словакии, видимо ошибочное. За рубежом Герцословакия известна небольшими, уютными гостиницами, тёплым климатом и природными красотами, прежде всего живописными озёрами, которые являются популярным курортом для иностранных туристов. Видимо, некоторое время находилось под немецким господством, что нашло отражение в местном языке (herzoslovakian). Денежное средство обращения — динар. В представлениях об этой собирательной вымышленной стране у героев-англичан запечатлены шаблонные представления о Восточной Европе. Так, здесь распространены консерватизм, преступность, коррупция, население отличается грубыми нравами. Стереотипность образа страны рассматривалась в нескольких работах, посвящённых балканистике. Отмечается, что «возникновение» Герцословакии во многом было вызвано необходимостью замены реальной страны на вымышленную, чтобы избежать внелитературных политических сравнений. В том же ряду находятся такие неологизмы: республика Тонго и государство Занин во франко-итальянском фильме «Дело государственной важности», Берберия в романе «Двор» французского писателя А. Рибо и другие примеры. Со страниц произведений Кристи государство перекочевало в книги других авторов.